# Daubenbornerhof
Der Daubenbornerhof ist ein Wohnplatz, der zur Ortsgemeinde Enkenbach-Alsenborn gehört. Er ist als Denkmalzone aufgeführt.

## Lage
Der Daubenbornerhof liegt südwestlich der Kerngemeinde unweit der Gemarkungsgrenzen zu Kaiserslautern und Mehlingen und gehört zum Ortsteil Enkenbach. In unmittelbarer Nähe befand sich einst die Burg Breidenborn. Nördlich verläuft die Bahnstrecke Kaiserslautern–Enkenbach und südlich die Bundesautobahn 63. Vor Ort entspringt außerdem der Dauborner Graben, der von links in den Eselsbach mündet.

## Geschichte
Das Gut Daubenbornerhof befand sich ab 1748 in Besitz der aus dem Allgäu eingewanderten Familie Häberle. Deren Spross Daniel Häberle wurde dort im Jahr 1864 geboren und machte sich später als Geologe, Paläontologe und Pfälzer Heimatforscher einen Namen.

## Religion
Seit 1959 ist der Ort katholischerseits Teil der Kuratie Mehlingen-Neukirchen.

## Baubestand
Der Ort umfasst gut erhaltene Hofanlagen, die im Zeitraum vom 18. bis zum Anfang des 20. Jahrhunderts entstanden. Die Wirtschaftsgebäude bestehen vorzugsweise aus unverputztem Rotsandstein. Hinzu kommen außerdem gepflasterte Hofräume. Der Friedhof stammt aus der zweiten Hälfte des 19. Jahrhunderts.
Die Hofanlage mit der Adresse Daubenbornerhof 5 ist zusätzlich als Einzeldenkmal geführt.

## Natur
Mit der Eiche am Flürchen existiert vor Ort ein Naturdenkmal.

## Verkehr
Der Daubenbornerhof ist über die als Stichstraße angelegte Kreisstraße 44, die zur Landesstraße 395 führt, ans Straßennetz angebunden.